# نبرد دوملوپینار
نبرد دوملو پینار (یونانی: Μάχη του Τουμλού Μπουνάρ)معروف به نبرد میدانی فرمانده کل قوا آخرین نبرد در جنگ یونان و ترکیه بود.این نبرد طی چهار روز و در نزدیکی دوملو پینار رخ داد.پس از نبرد فرسایشی در رودخانه ساکاریا (نبرد ساکاریا) در اوت - سپتامبر ۱۹۲۱ ، ارتش یونان در آسیای صغیر تحت فرماندهی ژنرال آناستاسیوس پاپولاس به خط دفاعی از شهر اوزمیت (نیکومدیا) تا شهرهای اسکیشهیر و کارا عقب نشینی کرد خط یونانی یک قوس 700 کیلومتری را ایجاد کرد که در جهت شمال به جنوب در امتداد زمین دشوار تپه ای با تپه های بلند بود و به راحتی قابل دفاع در نظر گرفته شده بود.به دنبال نتیجه ناموفق نبرد ساکاریا ، ساختار فرماندهی یونان دستخوش تغییرات زیادی شد. نیروهای مهمی از خط خارج شده و در تراکیه برای حمله به استانبول مجدداً مستقر شدندنیروهای باقی مانده یونان تحت فرماندهی کلی ژنرال جورجیوس هاتزیانستیس بودند که در ماه مه 1922 جانشین ژنرال پاپولاس شده بود که از نظر روحی فردی  ناپایدار بودروحیه نیروهای یونانی پایین بود و هیچ چشم اندازی برای حل سریع جنگ وجود نداشت. مخالفت سیاسی و این واقعیت که آنها مناطق دوری را اشغال کرده بودند ، روحیه آنها را بیشتر تحت فشار قرار داده بود.
مصطفی کمال که به عنوان فرمانده کل دولت منصوب شده بود ، منتظر ماند و ابتدا با اقدامات دیپلماتیک فرانسه و ایتالیا از حمایت یونانیان دست برداشتند و تنها انگلستان به عنوان حامی یونان باقی ماند. سرانجام در اوت ۱۹۲۲ به یونانیان حمله کرد.

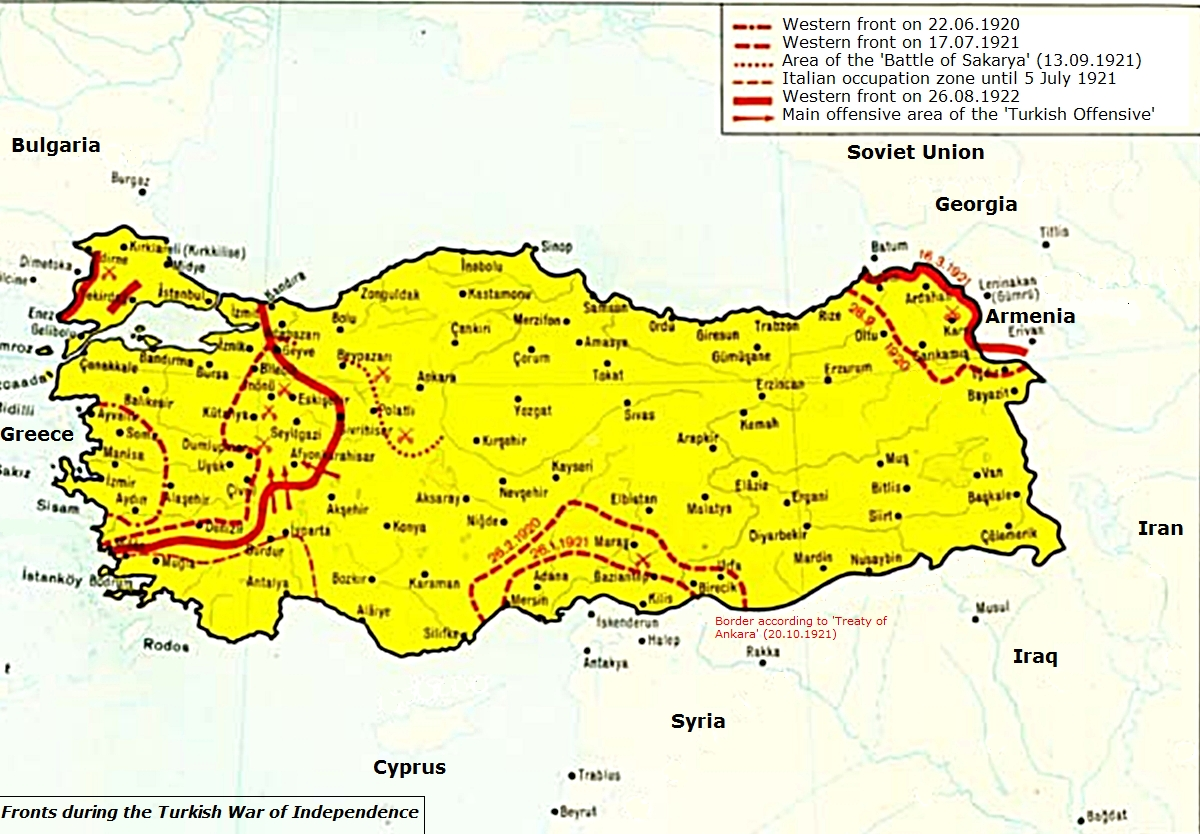
نقشه ای که وضعیت جنگ را نشان می دهد.

## نیروهای یونان

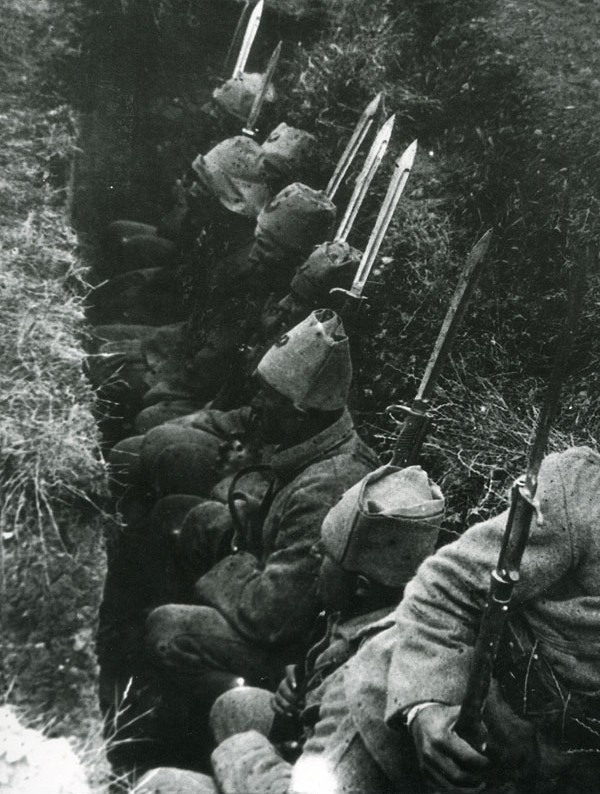
سربازان ترک در سنگر منتظر دستور حمله

نیروهای یونانی در "ارتش آسیای صغیر" ، تحت فرماندهی ژنرال جورجیوس هاتزیانستیس ، در مجموع ۲۲۰،۰۰۰ نفر بودند که در ۱۲ لشکر پیاده نظام و ۱ سواره نظام سازماندهی شده بودند.ارتش آسیای صغیر شامل سه سپاه بود.طول کل جبهه یونان۷۱۳ کیلومتر بود.هر سپاه یونان 4 لشکر داشت. سپاه نخست شامل لشکرهای ۱ ، ۴ ، ۵ و ۱۲ بود. سپاه دوم شامل لشکرهای ۲ ، ۷ ، ۹ و ۱۳ بود. سپاه سوم شامل لشکرهای ۳، ۱۰ ، ۱۱ و لشکر "مستقل" بود. هر لشکر یونانی دارای ۲ تا ۴ هنگ سه گردان و ۸ تا۴۲ قبضه توپ بود(توپخانه بین لشکرهای خط مقدم و رزرو توزیع شد).

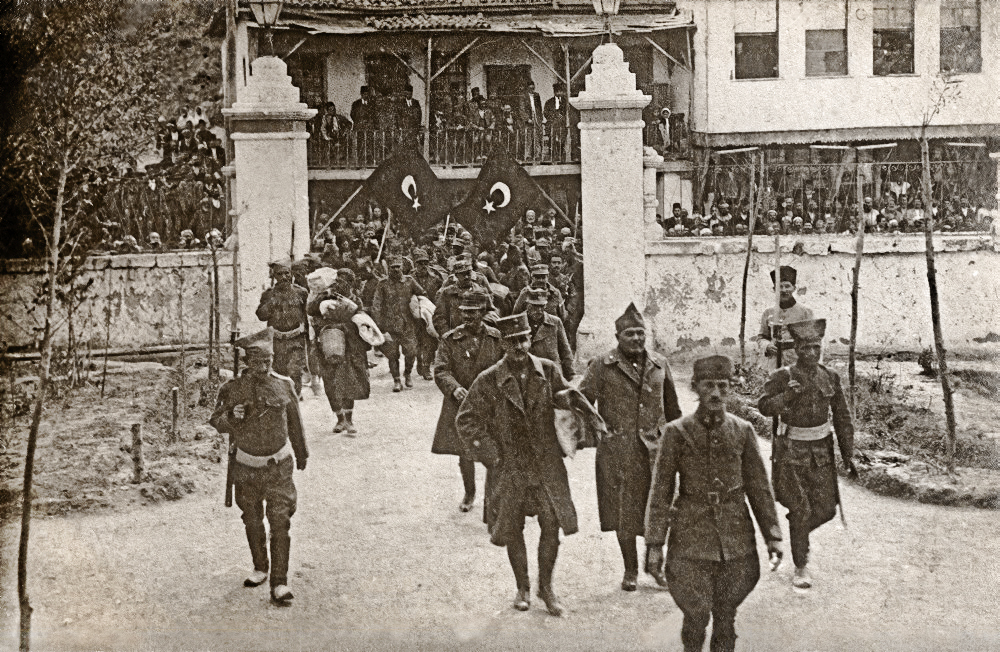
ژنرال کیمون دیجنیس به همراه سربازانش.

نیروهای ترکیه در جبهه غربی ، تحت فرماندهی مصطفی کمال پاشا ، با مجموع ۲۰۸۰۰۰ نفر بود که در۱۸لشکر پیاده نظام و ۵ لشکر سواره نظام سازماندهی شدند. به منظور حمله ، مقر فرماندهی جبهه غربی در تپه کوجا تپه ، در 15 کیلومتری جنوب کارا ، بسیار نزدیک به خطوط نبرد قرار داشت.
فرماندهی ترکیه نیروهای خود را دوباره توزیع کرد و ارتش اول را تقویت کرد. ارتش اول شامل سپاه نخست (لشکرهای ۱۴ ، ۱۵ ، ۲۳ و ۵۷ پیاده نظام) ، سپاه دوم (لشکرهای پیاده ۳ ، ۴ و ۷) و سپاه چهارم (لشکرهای ۵، ۸ ، ۱۱ و ۱۲ پیاده نظام) بود. ارتش دوم شامل سپاه سوم (گروهان پورسوک (هنگ) و لشکر ۴۱) ، سپاه ششم (لشکرهای پیاده ۱۶ و ۱۷ به اضافه یک لشکر سواره نظام موقت) و لشکرهای مستقل ۱ و ۶۱ پیاده نظام بود. گروه دیگر شامل لشکر ۱۸ پیاده نظام به علاوه واحدهای پیاده نظام و سواره نظام اضافی بود. سپاه پنجم سواره نظام شامل لشکرهای ۱، ۲ و ۱۴ سواره نظام بود. هر لشکر پیاده نظام ترکیه متشکل از یک گردان پیاده حمله ، ۳ هنگ پیاده نظام سه گردان و ۱۲ قبضه توپ بود که به طور متوسط مجموعاً ۷۵۰۰ نفر نیرو داشتند.

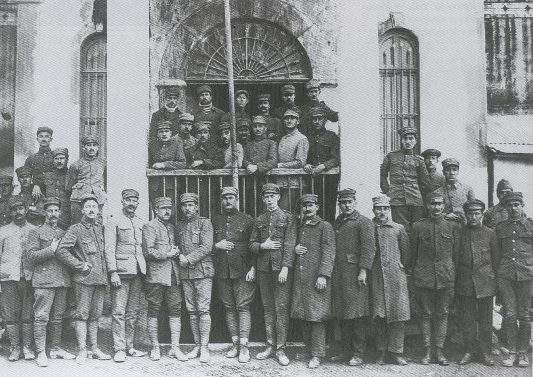
افسران اسیر جنگی یونان در آنکارا.

## نتیجه
پایان نبرد دوملوپینار آغاز پایان حضور یونانیان در آناتولی بود. گروه تریکوپیس منهدم شد. گروه فرنگو باقی مانده بسیار ضعیفتر از آن بود تا بتواند در برابر حملات ترکیه ایستادگی کند. تلفات یونان سنگین بود. تا 7 سپتامبر ، ارتش یونان ۵۰،۰۰۰ تلفات داده بود تلفات مادی یونان نیز سنگین بود. تلفات ترکیه کمتر بود. بین ۲۶ اوت و ۹ سپتامبر ، ارتش ترکیه ۱۳،۴۷۶ کشته داده بود.در دو هفته (۲۶اوت ۱۹۲۲ - ۹سپتامبر ۱۹۲۲) ارتش ترکیه تمام سرزمین هایی را که ارتش یونان از ماه مه ۱۹۱۹ به آن حمله کرده بود دوباره تصرف کرد.قبل از ورود به ازمیر ، پرچم یونان روی زمین گذاشته شد ، دقیقاً در همان مکانی که افسران یونانی سه سال قبل روی پرچم ترکیه قدم گذاشتند.از مصطفی کمال پاشا دعوت شد تا بر آن قدم بگذارد. کمال امتناع کرد و دستور داد پرچم را بردارند و احترام بگذارند. او گفت:
"این نشانه استقلال یک کشور است. پرچم مقدس است. پا گذاشتن بر پرچم یک کشور یک اشتباه بزرگ است ، حتی اگر پرچم متعلق به دشمن شما باشد."آخرین نیروهای یونانی در ۱۸ سپتامبر آناتولی را ترک کردند. سرانجام آتش بس مودانیا توسط ترکیه ، ایتالیا ، فرانسه و بریتانیای کبیر در ۱۱ اکتبر ۱۹۲۲امضا شد. یونان مجبور شد در ۱۴ اکتبر به آن ملحق شود. برای گرامیداشت این پیروزی ، ۳۰ اوت (همچنین روز آزادسازی کاتاحیه) به عنوان روز پیروزی ، یک تعطیلات ملی در ترکیه شمرده می شود و  جشن گرفته می شود.

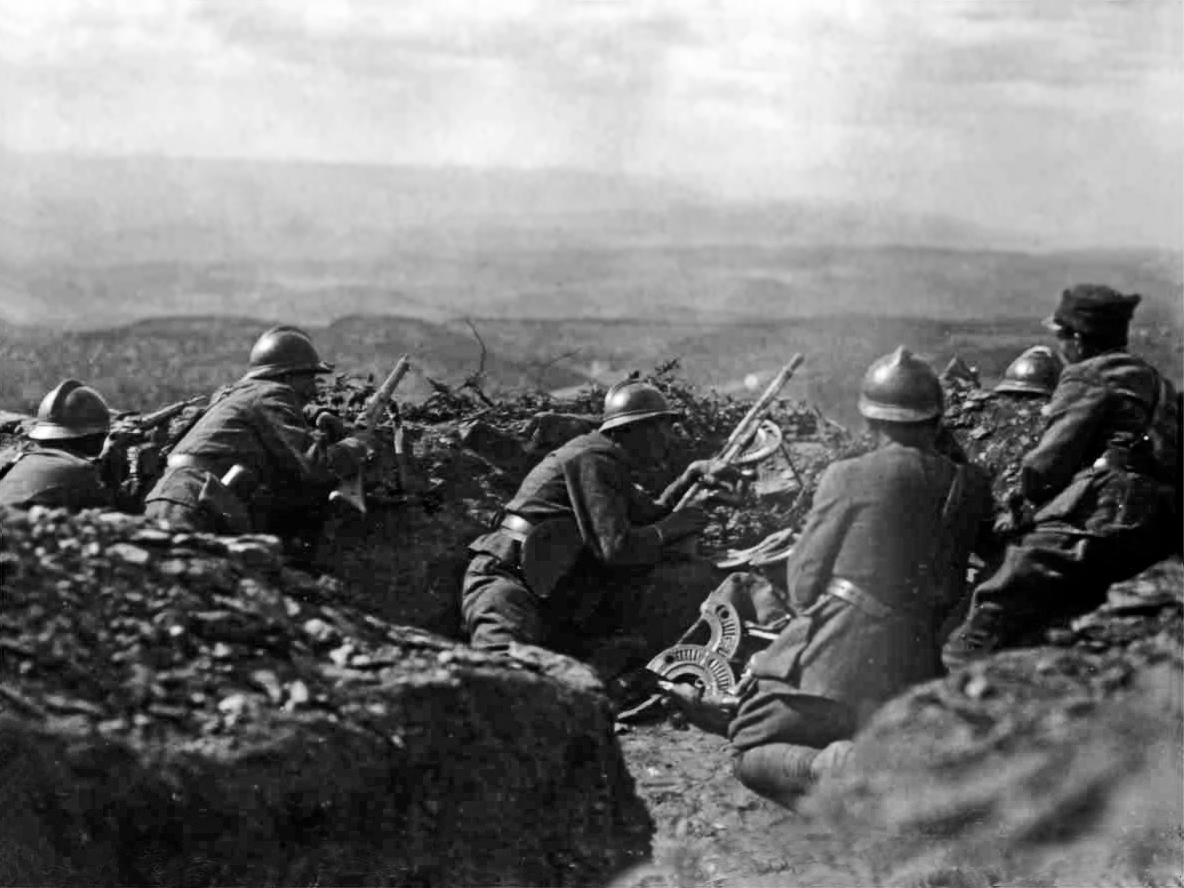
سربازان یونانی در ۲۹ اوت ، در غرب افیون کاراهیسار